# NeXT Computer
NeXT Computer (также назывался NeXT Computer System) — персональный компьютер, разработанный компанией NeXT. Выпускался c 1988 по 1990 год с предустановленной UNIX-подобной операционной системой NeXTSTEP. Системная плата была заключена в корпус, представляющий собой идеальный куб со стороной 30,48 см (1 фут). Изначально продавался напрямую вузам по цене в 6500 долларов США; в 1990 году поступил в розничную продажу по цене 9999 долларов.
NeXT Computer был использован сотрудниками CERN Тимом Бернерс-Ли и Робертом Кайо для создания первого веб-сервера CERN httpd и интернет-браузера WorldWideWeb.
NeXT Computer не пользовался коммерческим успехом, и в 1990 году NeXT перешла к выпуску NeXTcube.

## Конфигурация
| Тип                           | Модель         | Характеристика                                                                                 |
| ----------------------------- | -------------- | ---------------------------------------------------------------------------------------------- |
| Центральный процессор         | Motorola 68030 | 25 МГц                                                                                         |
| Математический сопроцессор    | Motorola 68832 | 25 МГц (для ускорения математических вычислений)                                               |
| Цифровой сигнальный процессор | Motorola 56001 | 25 МГц (для воспроизведения и обработки звука)                                                 |
| шина расширения               | NuBus          |                                                                                                |
| Магнитооптический диск        | Canon          | 256 МБ                                                                                         |
| Жёсткий диск                  |                | 330 или 660 МБ                                                                                 |
| Оперативная память            |                | 8—64 МБ                                                                                        |
| Монитор                       | MegaPixel      | 17-дюймовый, чёрно-белый с разрешением экрана 1120 на 832 пикселей (со встроенными динамиками) |
| Клавиатура                    |                | 85 клавиш                                                                                      |